# 紅脖子

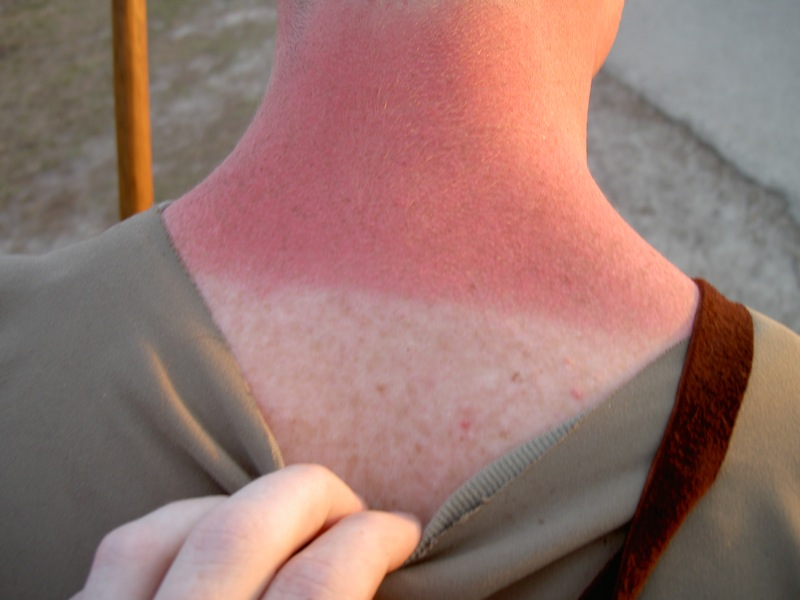
被晒伤的后颈皮肤因为真皮毛细血管扩张导致发红

红脖子翻譯自英文redneck，指的是因为長時期從事農活导致颈部皮肤被慢性晒伤以至于肤色发红的南部白人农民，後來影射一些思想保守、迷信頑固、受過很少教育的乡镇基层人，因为认知水平和見識不多而眼界狭窄、保守反智，不願接受新事物和进步思想。“redneck”原本是南北战争前后城市化和工业化程度更高的美国北方人（所谓的“扬基人”）對曾高度依赖奴隶制种植园经济的深南部人口的稱呼，多少有蔑視性的贬义。被歸類為「紅脖子」的人卻有不少表示為自己勇於對抗霸權的形象自豪。

## 近义词
与“redneck”意思相近的词还有“cracker”，源自莎士比亚名剧《约翰王》中对喜欢大声喧哗自我吹嘘的市侩之人的形容，最早由本杰明·富兰克林在其自传和信件中用来形容弗吉尼亚州各地“和印第安人一样野蛮”的“英国囚犯后裔”流民，后来泛指南方的底层白种穷人。
另一个意思相近的词是“hillbilly”，泛指因居住在偏远山区而教育落后、思想闭封、甚至伦理混乱的山民，原先只指阿巴拉契亚南部和奥沙克山区的居民，后来还包括密西西比河以西（比如落基山）的山民。